# Embothrieae
Embothrieae es una tribu de plantas de la familia Proteaceae que tiene los siguientes géneros.

## Géneros
- Buckinghamia -
- Embothrium -
- Lomatia -
- Opisthiolepis -
- Oreocallis -
- Strangea -
- Stenocarpus -
- Telopea